# داکلاتاسویر
داکلاتاسویر (انگلیسی: Daclatasvir) که با نام تجاری Daklinza فروخته می‌شود، یک داروی ضد ویروسی است که در ترکیب با سایر داروها برای درمان هپاتیت ث (HCV) به کار می‌رود. سایر داروهایی که به صورت ترکیبی استفاده می‌شوند عبارتند از سوفوسباویر، ریباویرین، و اینترفرون که بسته به نوع ویروس و اینکه آیا فرد مبتلا به سیروز است، متفاوت است. این دارو از طریق دهان مصرف می‌شود.
داکلاتاسویر برای استفاده در اتحادیه اروپا در سال ۲۰۱۴ و ایالات متحده آمریکا و هند در سال ۲۰۱۵ تأیید شد. در فهرست داروهای ضروری سازمان بهداشت جهانی قرار دارد.

## کاربرد پزشکی
داکلاتاسویر تنها در درمان ترکیبی برای درمان عفونت‌های ژنوتیپ ۱، ۳، یا ۴ هپاتیت ث استفاده می‌شود. عواملی که به صورت ترکیبی مورد استفاده قرار می‌گیرند، که شامل سوفوسباویر، ریباویرین و اینترفرون می‌شود، بر اساس ژنوتیپ ویروس، اینکه آیا فرد سیروز دارد و آیا پیوند کبد انجام شده‌است، متفاوت است.
مشخص نیست که داکلاتاسویر به شیر مادر منتقل می‌شود یا روی نوزادان تأثیری دارد.

## عوارض جانبی
هنگامی که داکلاتاسویر همراه با سوفوسباویر و آمیودارون استفاده می‌شود، خطر برادی‌کاردی جدی وجود دارد.
از آنجایی که این دارو به‌طور گسترده به عنوان یک دارو مورد مطالعه قرار نگرفته‌است، مشخص نیست که چه عوارض جانبی خاصی با این دارو به تنهایی مرتبط است. عوارض جانبی داکلاتاسویر تنها در درمان ترکیبی با سوفوسباویر یا درمان سه‌گانه با سوفوسبوویر/ریباویرین گزارش شده‌است.
عوارض جانبی رایجی که در بیش از ۵ درصد از افراد تحت درمان ترکیبی (سوفوسبوویر + داکلاتاسویر) رخ می‌دهد شامل سردرد و خستگی است. در درمان سه‌گانه (داکلاتاسویر + سوفوسباویر + ریباویرین) شایع‌ترین عوارض جانبی (بیش از ۱۰٪) شامل سردرد، خستگی، تهوع و کم‌خونی همولیتیک است.
داکلاتاسویر می‌تواند باعث فعال شدن مجدد هپاتیت ب در افراد مبتلا به ویروس‌های هپاتیت ب و ث شود. آژانس دارویی اروپا (EMA) توصیه کرده‌است پیش از شروع داکلاتاسویر از نظر هپاتیت ث همه افراد را از نظر هپاتیت ب غربالگری کنند تا خطر فعال شدن دوباره هپاتیت ب به کمینه برسد.

## مکانیسم عمل
NS5A حاوی یک پاکت اتصال در دامنه ۱ است که داکلاتاسویر می‌تواند در آن وارد شود. به دلیل ساختار متقارن و مرتبط با اسید آمینه داکلاتاسویر، برهمکنش‌های پیوند H میان داکلاتاسویر و اسیدهای آمینه پاکت اتصال ایجاد می‌شود. این باعث اصلاح ساختاری NS5A می‌شود که منجر به از دست دادن عملکرد و در نتیجه مهار تشکیل ویریون می‌شود.
با تغییر ساختار NS5A، جذب PI4KA و در نتیجه تجمع PI4P غیرفعال می‌شود. قطره‌های لیپیدی جدید و اجزای غشایی دیگر نمی‌توانند توسط PI4P در شبکه غشایی جذب شوند و وب دیگر نمی‌تواند آن را حفظ کند. اما ذکر این نکته ضروری است که داکلاتاسویر مستقیماً PI4KA را مهار نمی‌کند، زیرا مشاهده شد که در سلول‌هایی که با داکلاتاسویر تیمار شده بودند، PI4P همچنان در غشای پلاسمایی و دستگاه گلژی وجود دارد. داکلاتاسویر همچنین از تغییر موضع اولیه PI4KA ناشی از NS5A جلوگیری نمی‌کند زیرا دیده شد که داکلاتاسویر هیچ تأثیری بر عملکرد NS5A در سلول‌هایی که تنها NS5A را بیان می‌کنند ندارد. این احتمال وجود دارد که داکلاتاسویر صرفاً عملکردهای NS5A مرتبط با سایر پروتئین‌های موجود در مجتمع تکثیر HCV را درست مانند NS4B RNA-replicase مهار می‌کند.  نتیجه‌گیری، داکلاتاسویر احتمالاً تنها تجمع بیش از حد PI4P را در زمینه بیان کامل پلی‌پپتید HCV مهار می‌کند.
این پدیده با ساختار دامنه ۱ NS5A مرتبط است. مشاهده شد که دامنه ۱ دارای دو ترکیب متفاوت است. داکلاتاسویر به یکی از اینها متصل می‌شود و در نتیجه دامنه ۱ را در این ترکیب قفل می‌کند. اگرچه، NS5A همچنان قادر به اتصال PI4KA است، آنچه می‌تواند عملکرد باقیمانده NS5A را در سلول‌های غیرعفونی که پیش‌تر ذکر شد توضیح دهد. ترکیب دوم دامنه ۱، که در سلول‌های تیمار نشده ظاهر می‌شود، به احتمال زیاد با تجمع بیش از حد PI4P که برای تشکیل و حفظ شبکه تکراری و غشایی ضروری است، مرتبط است؛ بنابراین، PI4KA هنوز هم می‌تواند با NS5A تعامل داشته باشد، اما به دلیل محاصره ساختاری، NS5A قادر به فعال کردن PI4KA به اندازه معمول کارآمد نیست.
مهار تجمع بیش از حد PI4P منجر به فروپاشی شبکه غشایی و تشکیل ساختارهای انباشته بزرگی می‌شود که از پروتئین‌های مجتمع همانندسازی تشکیل شده‌اند. افزون بر این، به نظر می‌رسد NS5A از شبکه غشایی به قطرات لیپیدی درون سیتوزول تبدیل می‌شود. در نتیجه این مشاهدات، این احتمال وجود دارد که کمپلکس تکثیر HCV و بدنه‌های ویریون هنوز تشکیل می‌شوند، اما در اثر درمان با داکلاتاسویر به شدت آسیب می‌بینند.
افزون بر این، دیده شده‌است که درمان سلول‌های آلوده به HCV با داکلاتاسویر منجر به فقدان شکل هیپر فسفریله NS5A می‌شود (p58). مشخص نیست که آیا تشکیل p58 مستقیماً توسط داکلاتاسویر مهار می‌شود یا تنها یک عارضه جانبی است. اما این احتمال وجود دارد که فقدان p58 برای مهار مونتاژ ویریون بسیار مهم باشد.